# ويل مورغان
ويل مورغان (بالإنجليزية: Will Morgan)‏ هو سياسي أمريكي، ولد في نوفمبر 1966 في أوك بارك في الولايات المتحدة. حزبياً، نشط في حزب العمال المزارعين الديمقراطيين في مينيسوتا والحزب الديمقراطي. وقد انتخب عضو مجلس نواب مينيسوتا.